# Friedrich von Barner
Friedrich Magnus von Barner (* 24. Oktober 1821 in Berlin; † 7. Januar 1889 ebenda) war ein preußischer Generalmajor.

## Leben

### Herkunft
Friedrich von Barner war ein Sohn des preußischen Generalleutnants Ulrich von Barner (1786–1846) und dessen Ehefrau Ida, geborene Heim (1796–1873).

### Militärkarriere
Barner trat am 14. Juni 1838 als Husar in das 8. Husaren-Regiment der Preußischen Armee ein und avancierte bis Ende April 1839 zum Sekondeleutnant. 1844/45 war er zur Lehr-Eskadron kommandiert und zwei Jahre später stieg er zum Regimentsadjutanten auf. Mitte Januar 1849 erfolgte seine Kommandierung als Adjutant der 14. Kavallerie-Brigade und von Ende März bis Ende Dezember 1849 war er Adjutant bei der nach Schleswig-Holstein bestimmten Division. In dieser Stellung nahm Barner am Krieg gegen Dänemark teil. Ende Juni 1852 wurde er Premierleutnant und kurz darauf für ein Jahr zum Garde-Artillerie-Regiment kommandiert. Daran schloss sich ein Kommando als Adjutant beim Generalkommando des VII. Armee-Korps an. Barner wurde Ende Juni 1856 zum Rittmeister befördert und am 30. April 1857 kehrte er mit der Ernennung zum Eskadronchef im Garde-Dragoner-Regiment in den Truppendienst zurück. 1860 war er zur Begleitung des Prinzen Albrecht von Preußen nach Sankt Petersburg und im Jahr darauf zum Prinzen Murat kommandiert. Für diesen Ehrendienst erhielt er das Offizierskreuz der Ehrenlegion. Unter Beförderung zum Major rückte Barner Mitte April 1861 zum etatsmäßigen Stabsoffizier auf und nahm im Herbst an den Manövern des VII. und VIII. Armee-Korps teil. Am 20. Januar 1864 beauftragte man ihn zunächst mit der Regimentsführung und am 3. April 1866 wurde er zum Kommandeur ernannt. Als Oberstleutnant führte Barner seine Dragoner während des folgenden Krieges gegen Österreich in der Schlacht bei Königgrätz. Für sein Wirken wurde ihm das Komturkreuz des Königlichen Hausordens von Hohenzollern mit Schwertern sowie das Mecklenburgische Militärverdienstkreuz verliehen.
Nach dem Krieg avancierte Barner am 22. März 1868 zum Oberst und am 3. Juli 1869 würdigte ihn König Wilhelm I. in Erinnerung an die Leistungen seines Regiments bei Königgrätz mit dem Roten Adlerorden III. Klasse mit Schwertern. Mit der Erlaubnis zum Tragen seiner Regimentsuniform wurde er am 13. November 1869 mit Pension zur Disposition gestellt. Ferner erging die Anweisung, dass er weiterhin bei den Offizieren à la suite der Armee zu führen sei. Während des Krieges gegen Frankreich erhielt Barner am 29. Juli 1870 die Erlaubnis, sich dem Stab der 4. Kavallerie-Division anzuschließen. Ausgezeichnet mit dem Eisernen Kreuz II. Klasse wurde ihm nach dem Friedensschluss am 15. Mai 1873 der Charakter als Generalmajor verliehen.
Barner war Herr auf Trams und Moltow sowie Ehrenritter des Johanniterordens. Nach seinem Tod wurde er am 10. Januar 1889 auf dem Matthäifriedhof beigesetzt.

### Familie
Barner hatte sich am 10. November 1873 in Berlin mit Elisabeth Grimm (1838–1914), verwitwete Gräfin von Westarp, verheiratet. Sie war die Tochter des Generalstabsarztes der Armee Heinrich Gottfried Grimm (1804–1884). Aus der Ehe ging der Sohn Klaus Ulrich (1875–1933) hervor, der auch das Familienfideikommiss Trams übernahm. Ihm wiederum folgte der Enkel Claus von Barner, der als Leutnant 1942 bei Stalingrad fiel. Trams war zum Schluss ein Allodialgut.